# Cal Jepet i Cal Quico (Sant Llorenç d'Hortons)
Cal Jepet i Cal Quico és una obra del municipi de Sant Llorenç d'Hortons (Alt Penedès) inclosa en l'Inventari del Patrimoni Arquitectònic de Catalunya.

## Descripció
Es tracta d'un conjunt de dos habitatges amb façana comuna composta simètricament i composta de planta baixa, pis i golfes. Compta amb portals d'arcs rebaixats a la planta baixa, balcons d'un sol portal al primer pis i petites finestres a les golfes distribuïdes per raó de les línies de separació de pisos.